# Patacamaya
Patacamaya es una pequeña ciudad y municipio de Bolivia, ubicado en la provincia de Aroma del departamento de La Paz.
Según los datos del censo oficial de 2012 realizado por el Instituto Nacional de Estadística de Bolivia (INE), muestran que el municipio de Patacamaya cuenta con una población total de 22.858 habitantes. En cuanto a su posición demográfica el municipio de Patacamaya es el segundo municipio más poblado de la Provincia Aroma (después del municipio de Sica Sica). Porcentualmente, la población de todo el municipio representa al 23,2% del total de habitantes de la provincia.
Su capital, la ciudad de Patacamaya, cuenta con una población de 11.249 habitantes lo que la convierte en la ciudad capital más poblada de la provincia Aroma de entre las 7 capitales pertenecientes a los 7 municipios que componen la provincia. Cabe mencionar que Patacamaya es uno de los municipios más urbanizados de la provincia ya que, según datos del INE, la tasa de urbanización en este municipio llega al 49,2% sobre el total de su población, demostrando de esta manera que casi la mitad de sus habitantes viven en la capital del municipio. La tasa de alfabetismo (personas que saben leer y escribir) llegó hasta el 93,5% en los últimos años según el censo 2012.
Patacamaya se encuentra a una altitud promedio de 3.800 metros sobre el nivel del mar. En cuanto a distancia, Patacamaya se encuentra a 98 km de La Paz, la sede de gobierno del país, y a 131 km de Oruro. La capital del municipio forma parte de la Ruta Nacional 1 de Bolivia, que es de doble vía.

## Geografía
El municipio de Patacamaya se ubica en la provincia de Aroma del departamento de La Paz.
El municipio de Patacamaya limita al norte con el municipio de Ayo Ayo, al sur con los municipios de Umala y Sica Sica, al oeste con la provincia de Pacajes y al este con la provincia de Loayza y el municipio de Sica Sica.
| Noroeste: Municipio de Ayo Ayo | Norte: Municipio de Ayo Ayo | Noreste: Provincia de Loayza                     |
| Oeste: Provincia de Pacajes    |                             | Este: Provincia de Loayza Municipio de Sica Sica |
| Suroeste Municipio de Umala    | Sur: Municipio de Umala     | Sureste: Municipio de Sica Sica                  |

## Organización administrativa
El 15 de enero de 1962, durante el segundo gobierno del presidente Víctor Paz Estenssoro, se creó el municipio de Patacamaya mediante Ley 167, sobre la jurisdicción del cantón Patacamaya.
Administrativamente el municipio de Patacamaya se encontraba dividido geográficamente en 12 cantones rurales y 16 zonas urbanas hasta el 2022, los cuales eran los siguientes:
| 1. Cantón Patacamaya 2. Cantón Chiaraque 3. Cantón Chiarumani 4. Cantón San Martín de Iquiaca 5. Cantón Colchani 6. Cantón Viscachani 7. Cantón Ex Hacienda Taypillanga 8. Cantón Culta Arajllanga 9. Cantón Villa Concepción Belén Iquiaca 10. Cantón Chacoma 11. Cantón Cauchi Titiri 12. Cantón Villa Patarani | 1. Zona Asunción 2. Zona Estación 3. Zona Central 4. Zona Porvenir 5. Zona Moderna 6. Zona Nueva Esperanza 7. Zona Machacamarca 8. Zona Central Norte 9. Zona Alto Patacamaya 10. Zona Villa Jocopampa 11. Zona Litoral 12. Zona Porvenir Norte 13. Zona Llojlla Parque 14. Zona Machac Jakawi 15. Zona Villa Concepción Belén 16. Zona Armonía |

## Demografía

### Evolución histórica poblacional
De acuerdo con el censo boliviano de 2024, la población del municipio de Patacamaya es de 25 049 habitantes.
| Año  | Habitantes (municipio) | Fuente                  |
| ---- | ---------------------- | ----------------------- |
| 1992 | 15.546                 | Censo boliviano de 1992 |
| 2001 | 20.039                 | Censo boliviano de 2001 |
| 2012 | 22.858                 | Censo boliviano de 2012 |
| 2024 | 25.049                 | Censo boliviano de 2024 |

### Composición
El municipio de Patacamaya contaba en 2012 con una población de 22.858 habitantes compuesta por 11.375 hombres y 11.483 mujeres. El 12,6 % (2.897 habitantes) de la población se encuentra comprendido entre las edades de 0 a 5 años. Un 31,6 % esta entre las edades de 6 y 19 años. El otro 27,2 % entre 20 y 39 años y finalmente un 17,5 % entre los 40 y 59 años. La población de la tercera edad representa al 10,9% del total, con alrededor de 2.493 personas mayores de 60 años.

### Posicionamiento provincial
| Municipios de la Provincia Aroma por Población (2012)           | Municipios de la Provincia Aroma por Población (2012) | Municipios de la Provincia Aroma por Población (2012) |
| Posición                                                        | Municipio                                             | Población (Hab.)                                      |
| --------------------------------------------------------------- | ----------------------------------------------------- | ----------------------------------------------------- |
| 1.º                                                             | Sica Sica                                             | 31.312 habitantes                                     |
| 2.º                                                             | Patacamaya                                            | 22.858 habitantes                                     |
| 3.º                                                             | Calamarca                                             | 12.413 habitantes                                     |
| 4.º                                                             | Colquencha                                            | 9.879 habitantes                                      |
| 5.º                                                             | Umala                                                 | 8.903 habitantes                                      |
| 6.º                                                             | Ayo Ayo                                               | 7.798 habitantes                                      |
| 7.º                                                             | Collana                                               | 5.042 habitantes                                      |
| Total                                                           | Provincia Aroma                                       | 98.205 habitantes                                     |
| Fuente: Instituto Nacional de Estadística de Bolivia INE (2017) |                                                       |                                                       |

### Urbanización
Según los datos del censo 2012, en lo referente a la tasa de urbanización, el municipio de Patacamaya pese a no ser capital de provincia, cuantitativamente es el municipio más urbanizado de la provincia de Aroma con alrededor de 11.246 habitantes viviendo en la ciudad de Patacamaya. Esto demuestra que el 49,2 % (casi la mitad) de la población total del municipio vive en la capital municipal. Porcentualmente, Patacamaya ocupa el segundo lugar a nivel provincial después del municipio de Collana.
| Capitales Municipales de la Provincia Aroma por Población (2012) | Capitales Municipales de la Provincia Aroma por Población (2012) | Capitales Municipales de la Provincia Aroma por Población (2012) |
| Posición                                                         | Municipios                                                       | Habitantes                                                       |
| ---------------------------------------------------------------- | ---------------------------------------------------------------- | ---------------------------------------------------------------- |
| 1.º                                                              | Patacamaya                                                       | 11.246 habitantes                                                |
| 2.º                                                              | Sica Sica                                                        | 11.084 habitantes                                                |
| 3.º                                                              | Colquencha                                                       | 3.082 habitantes                                                 |
| 4.º                                                              | Collana                                                          | 2.843 habitantes                                                 |
| 5.º                                                              | Umala                                                            | Rural                                                            |
| 6.º                                                              | Ayo Ayo                                                          | Rural                                                            |
| 7.º                                                              | Calamarca                                                        | Rural                                                            |
| Total                                                            | Provincia de Aroma                                               | 22.858 habitantes                                                |
| Fuente: Instituto Nacional de Estadística de Bolivia INE (2017)  |                                                                  |                                                                  |

| Municipios de la Provincia Aroma por Urbanización (2012)        | Municipios de la Provincia Aroma por Urbanización (2012) | Municipios de la Provincia Aroma por Urbanización (2012) |
| Posición                                                        | Municipio                                                | Porcentaje                                               |
| --------------------------------------------------------------- | -------------------------------------------------------- | -------------------------------------------------------- |
| 1.º                                                             | Collana                                                  | 56,4 %                                                   |
| 2.º                                                             | Patacamaya                                               | 49,2 %                                                   |
| 3.º                                                             | Sica Sica                                                | 35, 4 %                                                  |
| 4.º                                                             | Colquencha                                               | 31,2 %                                                   |
| 5.º                                                             | Umala                                                    | Rural                                                    |
| 6.º                                                             | Ayo Ayo                                                  | Rural                                                    |
| 7.º                                                             | Calamarca                                                | Rural                                                    |
| Total                                                           | Provincia de Aroma                                       | 28,7 %                                                   |
| Fuente: Instituto Nacional de Estadística de Bolivia INE (2017) |                                                          |                                                          |

## Economía
La actividad económica principal que se desarrolla en el municipio Patacamaya es la agricultura, siendo los cultivos de papa, cebada y alfalfa, destinados a su comercialización en las ferias locales. En cuanto a la actividad pecuaria, la población se dedica a la crianza de ganado camélido, ovino y vacuno, productos que, en gran medida, son destinados al comercio.

## Turismo
Entre los principales atractivos turísticos de Patacamaya están las aguas termales de Viscachani y los Chullpares de Joko Pampa.

## Transporte
Patacamaya es un punto intermedio de importancia y cruce hacia varias poblaciones. La Ruta 1 es una de las rutas más largas de Bolivia ya que cruza 5 departamentos del país, comenzando desde la frontera con Perú en Desaguadero hasta la frontera con Argentina. Los departamentos por los que cruza son: el departamento de La Paz, el departamento de Oruro, el departamento de Potosí, el departamento de Chuquisaca y el departamento de Tarija. La localidad de Patacamaya se encuentra en el kilómetro 193 de la Ruta 1.

## Regimiento de Caballería Blindada
El Ejército de Bolivia ha sentado presencia en el municipio de Patacamaya al instalar una unidad militar dentro de su jurisdicción. El Regimiento de Caballería Blindada 1 "Calama" (RCB-1 "Calama") se encuentra asentado en este municipio.
La historia del regimiento se remonta a principios de la década de 1980. El regimiento fue creado el 15 de enero de 1981 durante el gobierno militar del presidente Luis García Meza Tejada. Cabe mencionar que cuando el regimiento fue creado, éste permaneció asentado por unos años en el Batallón I "Tarapaca" en el municipio de Coro Coro (actual Regimiento de Caballería Blindada 2 "Tarapaca") hasta que las instalaciones de infraestructura de la nueva unidad militar estén terminadas. Cabe recordar también que la unidad fue creada inicialmente con el nombre de Batallón Blindado III "CALAMA"
Se bautizó al regimiento con el nombre de "Calama" en conmemoración de la Batalla de Calama ocurrida el 23 de marzo de 1879 durante la Guerra del Pacífico, como justo homenaje a los héroes bolivianos que ofrendaron sus vidas defendiendo el territorio boliviano de la invasión del Ejército de Chile.
Tiempo después, el regimiento cambió de nombre, de denominarse Batallón Blindado III "Calama" a llamarse Regimiento de Caballería 1 "Calama". El 20 de septiembre de 2011 durante el segundo gobierno del presidente Evo Morales Ayma se crea la "Primera Brigada Mecanizada". El regimiento pasa a depender de esta brigada.
A partir del año 2013 se cambió de denominación de Primera Brigada Mecanizada a División Mecanizada.